# WWE Tag Team Championship (2024-presente)
El WWE Tag Team Championship (Campeonato de Parejas de WWE, en español) es un campeonato de lucha libre profesional creado y utilizado por la compañía estadounidense WWE en su marca SmackDown. El campeonato fue creado el 23 de agosto de 2016 y presentado en SmackDown Live por el Gerente General y el Comisionado de SmackDown, Daniel Bryan y Shane McMahon respectivamente. Los campeones actuales son The Wyatt Sicks (Dexter Lumis & Joe Gacy), quienes se encuentran en su primer reinado en conjunto.

## Historia
El Campeonato en Parejas de SmackDown fue anunciado el 23 de agosto de 2016, tras la necesidad de haber un campeonato en parejas en la marca SmackDown Live. Se confirmó un torneo para definir a los nuevos campeones para el evento Backlash 2016, donde Heath Slater & Rhyno salieron victoriosos.
En 2020 debido al WWE Draft el WWE SmackDown Tag Team Championship se convirtió en el primer título en ser traspasado a una marca contraria a su nombre pasado a Raw siendo un título con nombre de SmackDown siendo seguidos por el WWE Raw Tag Team Championship los cuales intercambiaron marcas y campeones.

### Cambio de marca
En 2020 debido al WWE Draft el WWE SmackDown Tag Team Championship se convirtió en el primer título en ser traspasado a una marca contraria a su nombre pasado a Raw siendo un título con nombre de SmackDown siendo seguidos por el WWE Raw Tag Team Championship los cuales intercambiaron marcas y campeones.

### Undisputed WWE Tag Team Championship (2022-2024)
En SmackDown, los Campeones en Parejas de SmackDown, The Usos, derrotaron a los Campeones en Parejas de Raw, RK-Bro (Randy Orton & Riddle), para ganar los títulos de estos últimos y ser reconocidos como los Campeones Indiscutibles en Parejas de WWE, un reconocimiento que mantiene desde mayo de 2022. Como campeones indiscutibles a The Usos se les permitieron aparecer en ambas marcas hasta WrestleMania 39 donde perdieron los títulos ante Kevin Owens & Sami Zayn. A pesar del resultado del Draft 2023 en donde Kevin Owens & Sami Zayn fueron reclutados a Raw, se les permiten aparecer en ambas marcas y ambos campeonatos bajo el estandarte del Campeonato Indiscutible en Parejas de WWE siguen manteniendo sus linajes individuales, en cambio The Usos como resultado del Draft 2023 en donde fueron reclutados a SmackDown.
Desde la ostentación unificada en mayo de 2022 hasta la desunificación en abril de 2024, WWE no cambió el diseño de los cinturones como lo hizo con el Campeonato Universal Indiscutible de WWE, en junio de 2023.
En la noche 1 de WrestleMania XL, el 6 de marzo de 2024, el campeonato volvió a separarse, ya que The Awesome Truth (The Miz & R-Truth) y A-Town Down Under (Austin Theory & Grayson Waller) descolgaron los cinturones por equipos de Raw y de SmackDown, respectivamente, en una Ladder match. El 19 de abril en SmackDown fue presentado el nuevo diseño de los cinturones y el título fue renombrado como Campeonato de Parejas de WWE.

## Torneo por el título
El torneo comenzó el 23 de agosto de 2016 en SmackDown Live. La final se realizó en Backlash el 11 de septiembre de 2016.
|  | Cuartos de final                                | Cuartos de final                                | Cuartos de final     |                      |               | Semifinales   | Semifinales | Semifinales |  |          | Final    | Final | Final |  |
|  |                                                 |                                                 |                      |                      |               |               |             |             |  |          |          |       |       |  |
|  |                                                 |                                                 |                      |                      |               |               |             |             |  |          |          |       |       |  |
|  | The Usos (Jimmy Uso & Jey Uso)                  | The Usos (Jimmy Uso & Jey Uso)                  | Pin                  |                      |               |               |             |             |  |          |          |       |       |  |
|  | The Usos (Jimmy Uso & Jey Uso)                  | The Usos (Jimmy Uso & Jey Uso)                  | Pin                  |                      |               |               |             |             |  |          |          |       |       |  |
|  | The Ascension (Konnor & Viktor)                 | The Ascension (Konnor & Viktor)                 | 3:49                 |                      |               |               |             |             |  |          |          |       |       |  |
|  | The Ascension (Konnor & Viktor)                 | The Ascension (Konnor & Viktor)                 | 3:49                 |                      | The Usos      | The Usos      | Pin         |             |  |          |          |       |       |  |
|  |                                                 |                                                 |                      |                      | The Usos      | The Usos      | Pin         |             |  |          |          |       |       |  |
|  |                                                 |                                                 | American Alpha       | American Alpha       | 10:11         |               |             |             |  |          |          |       |       |  |
|  | American Alpha (Chad Gable & Jason Jordan)      | American Alpha (Chad Gable & Jason Jordan)      | American Alpha       | American Alpha       | 10:11         | Pin           |             |             |  |          |          |       |       |  |
|  | American Alpha (Chad Gable & Jason Jordan)      | American Alpha (Chad Gable & Jason Jordan)      |                      |                      |               |               |             |             |  |          |          |       |       |  |
|  | Breezango (Tyler Breeze & Fandango)             | Breezango (Tyler Breeze & Fandango)             | 10:13                |                      |               |               |             |             |  |          |          |       |       |  |
|  | Breezango (Tyler Breeze & Fandango)             | Breezango (Tyler Breeze & Fandango)             | 10:13                |                      |               |               |             |             |  | The Usos | The Usos | 10:02 |       |  |
|  |                                                 |                                                 |                      |                      |               |               |             |             |  | The Usos | The Usos | 10:02 |       |  |
|  |                                                 |                                                 | Heath Slater & Rhyno | Heath Slater & Rhyno | Pin           |               |             |             |  |          |          |       |       |  |
|  | The Hype Bros (Zack Ryder & Mojo Rawley)        | The Hype Bros (Zack Ryder & Mojo Rawley)        | Heath Slater & Rhyno | Heath Slater & Rhyno | Pin           | Pin           |             |             |  |          |          |       |       |  |
|  | The Hype Bros (Zack Ryder & Mojo Rawley)        | The Hype Bros (Zack Ryder & Mojo Rawley)        |                      |                      |               |               |             |             |  |          |          |       |       |  |
|  | The Vaudevillains (Aiden English & Simon Gotch) | The Vaudevillains (Aiden English & Simon Gotch) | 2:50                 |                      |               |               |             |             |  |          |          |       |       |  |
|  | The Vaudevillains (Aiden English & Simon Gotch) | The Vaudevillains (Aiden English & Simon Gotch) | 2:50                 |                      | The Hype Bros | The Hype Bros | 7:03        |             |  |          |          |       |       |  |
|  |                                                 |                                                 |                      |                      | The Hype Bros | The Hype Bros | 7:03        |             |  |          |          |       |       |  |
|  |                                                 |                                                 | Heath Slater & Rhyno | Heath Slater & Rhyno | Pin           |               |             |             |  |          |          |       |       |  |
|  | Heath Slater & Rhyno                            | Heath Slater & Rhyno                            | Heath Slater & Rhyno | Heath Slater & Rhyno | Pin           | Pin           |             |             |  |          |          |       |       |  |
|  | Heath Slater & Rhyno                            | Heath Slater & Rhyno                            |                      |                      |               |               |             |             |  |          |          |       |       |  |
|  | The Headbangers (Mosh & Thrasher)               | The Headbangers (Mosh & Thrasher)               | 2:54                 |                      |               |               |             |             |  |          |          |       |       |  |
|  | The Headbangers (Mosh & Thrasher)               | The Headbangers (Mosh & Thrasher)               | 2:54                 |                      |               |               |             |             |  |          |          |       |       |  |
|  |                                                 |                                                 |                      |                      |               |               |             |             |  |          |          |       |       |  |

1. ↑  Originalmente American Alpha avanzó a la final al derrotar a The Usos en la semifinal en un tiempo de 0:28,[10] pero luego del combate fueron atacados por estos últimos, quienes lesionaron a Gable viéndose incapaz de competir en Backlash.[11] The Hype Bros tomaron su lugar a pesar de haber perdido en la otra llave de semifinal. Este combate de semifinal debió realizarse en la misma noche de la final en Backlash.

## Campeones
El Campeonato en Parejas de SmackDown es un campeonato en parejas creado por WWE en 2016. Los campeones inaugurales fueron Heath Slater & Rhyno, quienes ganaron un torneo con final en Backlash 2016. Desde entonces ha habido 24 distintos equipos y 46 luchadores campeones oficiales, repartidos en 37 reinados en total. Hasta la fecha Cesaro, Sheamus, Shinsuke Nakamura, Robert Roode, Kevin Owens, Sami Zayn, Finn Bálor y Grayson Waller son los ocho luchadores no estadounidenses en ganar los títulos.
El reinado más largo en la historia del título le pertenece a The Usos (Jey Uso & Jimmy Uso), quienes mantuvieron  el campeonato por 622 días en su quinto reinado. Por otro lado, The New Day (Kofi Kingston & Xavier Woods) poseen el reinado más corto en la historia del campeonato, con tan solo 3 días con el título en su haber.
En cuanto a los días en total como campeones (un acumulado entre la suma de todos los días de los reinados individuales de cada luchador), The Usos también poseen el primer lugar, con 1002 días como campeones en cinco reinados. Les siguen The New Day -Big E, Kofi Kingston & Xavier Woods- (376 días en siete reinados), The Judgment Day -Damian Priest & Finn Bálor- (208 días en dos reinados), The Street Profits -Angelo Dawkins & Montez Ford- (207 días en dos reinados) y Kevin Owens & Sami Zayn (154 días en un reinado). En cuanto a los días en total como campeones, de manera individual, Jey Uso posee el primer lugar, con 1011 días en seis reinados. Le sigue Jimmy Uso, con 1002 días en cinco reinados.
El campeón más joven en la historia es Dominik Mysterio, quien a los 24 años y 41 días derrotó, junto Rey Mysterio, a The Dirty Dawgs (Dolph Ziggler & Robert Roode) el 16 de mayo de 2021 en WrestleMania Backlash. En contraparte, el campeón más viejo es Shane McMahon, quien a los 49 años y 12 días derrotó, junto con The Miz, a The Bar (Cesaro & Sheamus) el 27 de enero de 2019 en Royal Rumble. En cuanto al peso de los campeones, The Wyatt Family son los más pesados con 368 kilogramos combinados, mientras que Rey Mysterio & Dominik Mysterio son los más livianos con 170 kilogramos combinados. 
Por último, The New Day es el equipo con más reinados, con 7. Individualmente, Kofi Kingston, Big E y Jey Uso son los luchadores con más reinados, con 6.

### Campeones actuales
Los campeones actuales son The Wyatt Sicks (Dexter Lumis & Joe Gacy), quienes se encuentran en su primer reinado en conjunto. Gacy & Lumis lograron los títulos después de derrotar a los excampeones The Street Profits (Angelo Dawkins & Montez Ford) el 11 de julio de 2025 en SmackDown.
The Wyatt Sicks registran hasta el 16 de agosto de 2025 las siguientes defensas televisadas:
1. vs. Andrade & Rey Fénix (25 de julio de 2025, SmackDown) — Por descalificación
2. vs. Andrade & Rey Fénix vs. The Street Profits (Angelo Dawkins & Montez Ford) vs. The Motor City Machine Guns (Alex Shelley & Chris Sabin) vs. #DIY (Johnny Gargano & Tommaso Ciampa) vs. Fraxiom (Axiom & Nathan Frazer) (3 de agosto de 2025, SummerSlam).

### Lista de campeones
| N.º           | Campeones                                                            | Lucha                    | Lucha                            | Lucha                            | Estadísticas | Estadísticas | Estadísticas      | Notas y referencias |
| N.º           | Campeones                                                            | Fecha                    | Evento                           | Ubicación                        | Reinado      | Días         | Días rec. por WWE | Notas y referencias |
| ------------- | -------------------------------------------------------------------- | ------------------------ | -------------------------------- | -------------------------------- | ------------ | ------------ | ----------------- | --- |
| WWE SmackDown |                                                                      |                          |                                  |                                  |              |              |                   | |
| 1             | Heath Slater (1) & Rhyno (1)                                         | 11 de septiembre de 2016 | Backlash                         | Richmond, Virginia               | 1            | 84           | 83                | Derrotaron a The Usos en la final de un torneo para convertirse en los campeones inaugurales. |
| 2             | The Wyatt Family (Randy Orton (1), Bray Wyatt (1) & Luke Harper (1)) | 4 de diciembre de 2016   | TLC: Tables, Ladders & Chairs    | Dallas, Texas                    | 1            | 23           | 23                | Orton y Wyatt ganaron los campeonatos, pero posteriormente Harper fue reconocido como campeón por Shane McMahon y Daniel Bryan, bajo la Freebird Rule. |
| 3             | American Alpha (Chad Gable (1) & Jason Jordan (1))                   | 27 de diciembre de 2016  | SmackDown Live                   | Rosemont, Illinois               | 1            | 84           | 83                | Derrotaron a The Wyatt Family (Orton & Harper), Heath Slater & Rhyno y The Usos en un Fatal 4-Way Elimination match. |
| 4             | The Usos (Jey Uso (1) & Jimmy Uso (1))                               | 21 de marzo de 2017      | SmackDown Live                   | Uncasville, Connecticut          | 1            | 124          | 123               | [ 16 ] |
| 5             | The New Day (Big E (1), Kofi Kingston (1) & Xavier Woods (1))        | 23 de julio de 2017      | Battleground                     | Filadelfia, Pensilvania          | 1            | 28           | 27                | El campeonato fue ganado por Kingston y Woods, pero Big E también es reconocido como campeón por la Freebird Rule. |
| 6             | The Usos (Jey Uso (2) & Jimmy Uso (2))                               | 20 de agosto de 2017     | SummerSlam                       | Brooklyn, Nueva York             | 2            | 23           | 23                | [ 18 ] |
| 7             | The New Day (Big E (2), Kofi Kingston (2) & Xavier Woods (2))        | 12 de septiembre de 2017 | SmackDown Live                   | Las Vegas, Nevada                | 2            | 26           | 25                | Fue un Sin City Street Fight match. |
| 8             | The Usos (Jey Uso (3) & Jimmy Uso (3))                               | 8 de octubre de 2017     | Hell in a Cell                   | Detroit, Míchigan                | 3            | 182          | 182               | Fue un Hell in a Cell match. |
| 9             | The Bludgeon Brothers (Harper (2) & Rowan (1))                       | 8 de abril de 2018       | WrestleMania 34                  | Nueva Orleans, Luisiana          | 1            | 135          | 135               | Derrotaron a The Usos y The New Day. Harper fue conocido anteriormente como Luke Harper. |
| 10            | The New Day (Big E (3), Kofi Kingston (3) & Xavier Woods (3))        | 21 de agosto de 2018     | SmackDown Live                   | Brooklyn, Nueva York             | 3            | 56           | 55                | Fue un No Disqualification match. |
| 11            | The Bar (Cesaro (1) & Sheamus (1))                                   | 16 de octubre de 2018    | SmackDown 1000                   | Washington D. C., Estados Unidos | 1            | 103          | 102               | [ 23 ] |
| 12            | The Miz (1) & Shane McMahon (1)                                      | 27 de enero de 2019      | Royal Rumble                     | Phoenix, Arizona                 | 1            | 21           | 21                | [ 24 ] |
| 13            | The Usos (Jey Uso (4) & Jimmy Uso (4))                               | 17 de febrero de 2019    | Elimination Chamber              | Houston, Texas                   | 4            | 51           | 51                | [ 25 ] |
| 14            | The Hardy Boyz (Matt Hardy (1) & Jeff Hardy (1))                     | 9 de abril de 2019       | SmackDown Live                   | Brooklyn, Nueva York             | 1            | 21           | 20                | [ 26 ] |
| —             | Vacante                                                              | 30 de abril de 2019      | SmackDown Live                   | Columbus, Ohio                   | —            | —            | —                 | The Hardy Boyz renunciaron a los campeonatos debido a una lesión de Jeff. |
| 15            | Daniel Bryan (1) & Rowan (2)                                         | 7 de mayo de 2019        | SmackDown Live                   | Louisville, Kentucky             | 1            | 68           | 68                | Derrotaron a The Usos por los títulos vacantes. |
| 16            | The New Day (Big E (4) & Xavier Woods (4))                           | 14 de julio de 2019      | Extreme Rules                    | Filadelfia, Pensilvania          | 4            | 63           | 62                | Derrotaron a Daniel Bryan & Rowan y Heavy Machinery. El campeonato fue ganado por Big E y Woods mientras que Kingston continuaba como Campeón de la WWE, por lo que no está reconocido como campeón por la Freebird Rule. |
| 17            | The Revival (Dash Wilder (1) & Scott Dawson (1))                     | 15 de septiembre de 2019 | Clash of Champions               | Charlotte, Carolina del Norte    | 1            | 54           | 54                | [ 30 ] |
| 18            | The New Day (Big E (5) & Kofi Kingston (4))                          | 8 de noviembre de 2019   | SmackDown                        | Mánchester, Inglaterra           | 5            | 111          | 110               | Xavier Woods no formó parte de este reinado al encontrarse lesionado. |
| 19            | John Morrison (1) & The Miz (2)                                      | 27 de febrero de 2020    | Super ShowDown                   | Riad, Arabia Saudita             | 1            | 50           | 50                | [ 32 ] |
| 20            | The New Day (Big E (6) & Kofi Kingston (5))                          | 17 de abril de 2020      | SmackDown                        | Orlando, Florida                 | 6            | 93           | 92                | Big E derrotó a Jey Uso y The Miz. |
| 21            | Cesaro (2) & Shinsuke Nakamura (1)                                   | 19 de julio de 2020      | The Horror Show at Extreme Rules | Orlando, Florida                 | 1            | 82           | 82                | Fue un Tables match. |
| 22            | The New Day (Kofi Kingston (6) & Xavier Woods (5))                   | 9 de octubre de 2020     | SmackDown Draft                  | Orlando, Florida                 | 7            | 3            | 2                 | [ 35 ] |
| 23            | The Street Profits (Angelo Dawkins (1) & Montez Ford (1))            | 12 de octubre de 2020    | Raw Draft                        | Orlando, Florida                 | 1            | 88           | 88                | Debido al Draft, The New Day y los Campeones en Parejas de Raw The Street Profits, intercambiaron sus campeonatos en parejas ya que ambos equipos cambiaron de marca. |
| 24            | The Dirty Dawgs (Dolph Ziggler (1) & Robert Roode (1))               | 8 de enero de 2021       | SmackDown                        | San Petersburgo, Florida         | 1            | 128          | 127               | [ 37 ] |
| 25            | The Mysterio (Rey Mysterio (1) & Dominik Mysterio (1))               | 16 de mayo de 2021       | WrestleMania Backlash            | Tampa, Florida                   | 1            | 63           | 62                | Primera dupla de padre e hijo en ganar un campeonato en parejas en la historia. |
| WWE Raw       |                                                                      |                          |                                  |                                  |              |              |                   | |
| WWE SmackDown |                                                                      |                          |                                  |                                  |              |              |                   | |
| 26            | The Usos (Jey Uso (5) & Jimmy Uso (5))                               | 18 de julio de 2021      | Money in the Bank                | Fort Worth, Texas                | 5            | 622          | 622               | Este es el reinado más largo de la historia del campeonato. Durante su reinado, lograron conseguir los Campeonatos en Parejas de Raw unificando y convirtiéndose así en campeones unificados en parejas. Como resultado los campeonatos pasaron a llamarse Undisputed WWE Tag Team Championship.                                   |
| 27            | Kevin Owens (1) & Sami Zayn (1)                                      | 1 de abril de 2023       | WrestleMania 39                  | Inglewood, California            | 1            | 154          | 153               | [ 40 ] |
| 28            | The Judgment Day (Damian Priest (1) & Finn Bálor (1))                | 2 de septiembre de 2023  | Payback                          | Pittsburgh, Pensilvania          | 1            | 35           | 35                | Fue un Steel City Street Fight match. |
| 29            | Cody Rhodes (1) & Jey Uso (6)                                        | 7 de octubre de 2023     | Fastlane                         | Indianápolis, Indiana            | 1            | 9            | 9                 | [ 42 ] |
| 30            | The Judgment Day (Damian Priest (2) & Finn Bálor (2))                | 16 de octubre de 2023    | Raw                              | Oklahoma, Oklahoma               | 2            | 173          | 172               | [ 43 ] |
| WWE SmackDown |                                                                      |                          |                                  |                                  |              |              |                   | |
| 31            | A-Town Down Under (Austin Theory (1) & Grayson Waller (1))           | 6 de abril de 2024       | WrestleMania XL                  | Filadelfia, Pensilvania          | 1            | 90           | 90                | Derrotaron a #DIY, The Judgment Day, The New Day, The Awesome Truth y New Catch Republic en una Ladder match, donde Waller descolgó los títulos de SmackDown, desunificándolos oficialmente. El 19 de abril en SmackDown, se presentó el nuevo diseño de los cinturones y el campeonato pasó a llamarse WWE Tag Team Championship. |
| 32            | #DIY (Johnny Gargano (1) & Tommaso Ciampa (1))                       | 5 de julio de 2024       | SmackDown                        | Toronto, Canadá                  | 1            | 28           | 28                | [ 45 ] |
| 33            | The Bloodline (Tama Tonga (1) & Jacob Fatu (1)/Tonga Loa (1))        | 2 de agosto de 2024      | SmackDown                        | Cleveland, Ohio                  | 1            | 84           | 84                | Originalmente, Jacob Fatu y Tama Tonga ganaron los campeonatos, pero el 23 de agosto en SmackDown, Solo Sikoa despojó a Fatu del campeonato para dárselo a Tonga Loa, esto para nombrarlo su enforcer personal. |
| 34            | The Motor City Machine Guns (Alex Shelley (1) & Chris Sabin (1))     | 25 de octubre de 2024    | SmackDown                        | Brooklyn, Nueva York             | 1            | 42           | 42                | [ 47 ] |
| 35            | #DIY (Johnny Gargano (2) & Tommaso Ciampa (2))                       | 6 de diciembre de 2024   | SmackDown                        | Mineápolis, Minnesota            | 2            | 98           | 98                | [ 48 ] |
| 36            | The Street Profits (Angelo Dawkins (2) & Montez Ford (2))            | 14 de marzo de 2025      | SmackDown                        | Barcelona, España                | 2            | 119          | 119               | [ 49 ] |
| 37            | The Wyatt Sicks (Dexter Lumis (1) & Joe Gacy (1))                    | 11 de julio de 2025      | SmackDown                        | Nashville, Tennessee             | 1            | 36+          | 36+               | [ 50 ] |

### Total de días con el título
La siguiente lista muestra el total de días que un equipo o luchador ha poseído los campeonatos si se suman todos los reinados que poseen. Actualizado a la fecha del 16 de agosto de 2025.

#### Por equipos

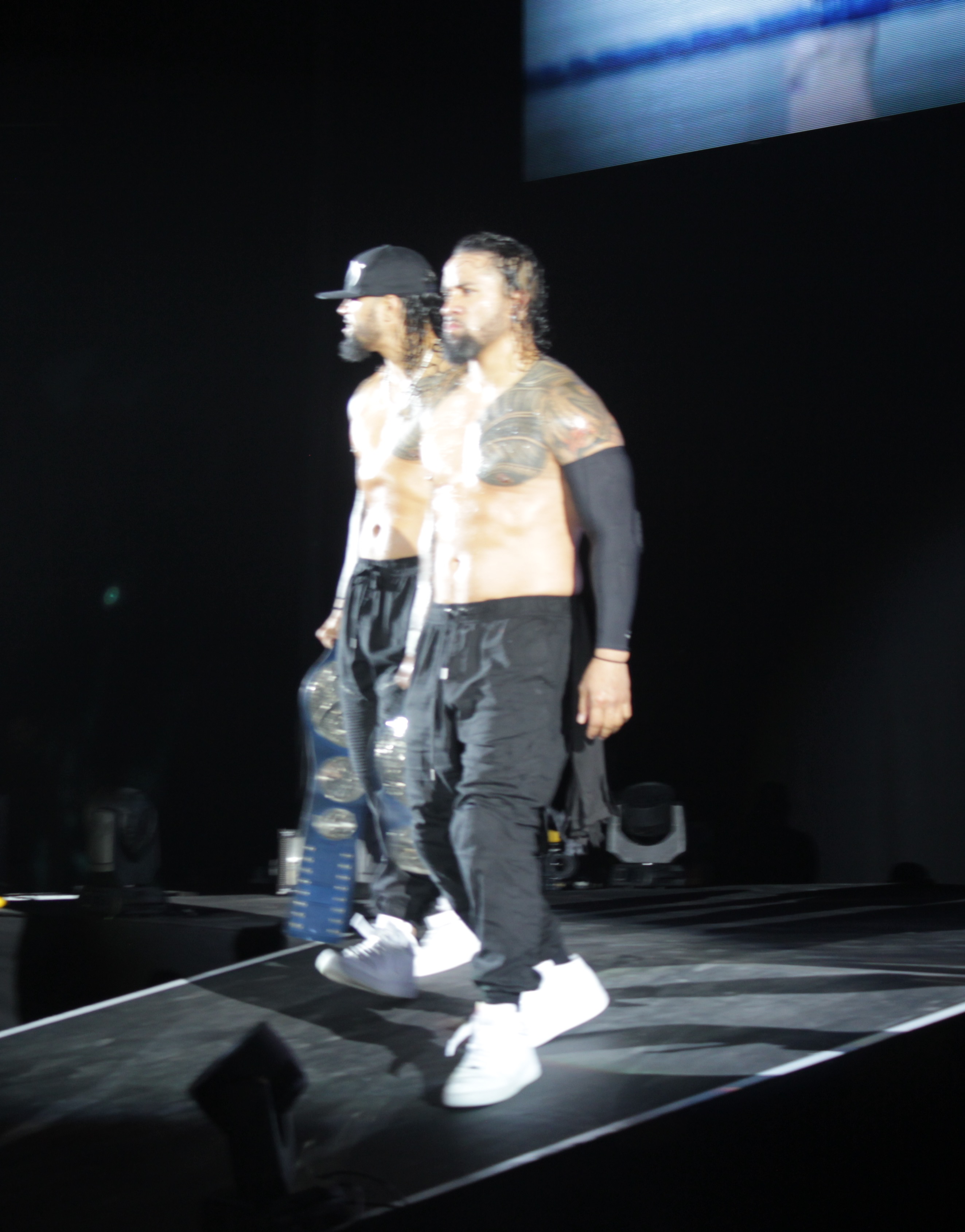
El quinto reinado de The Usos es el más largo de la historia del campeonato, con 622 días. Además, poseen el reinado acumulativo más largo, con 1002 días.

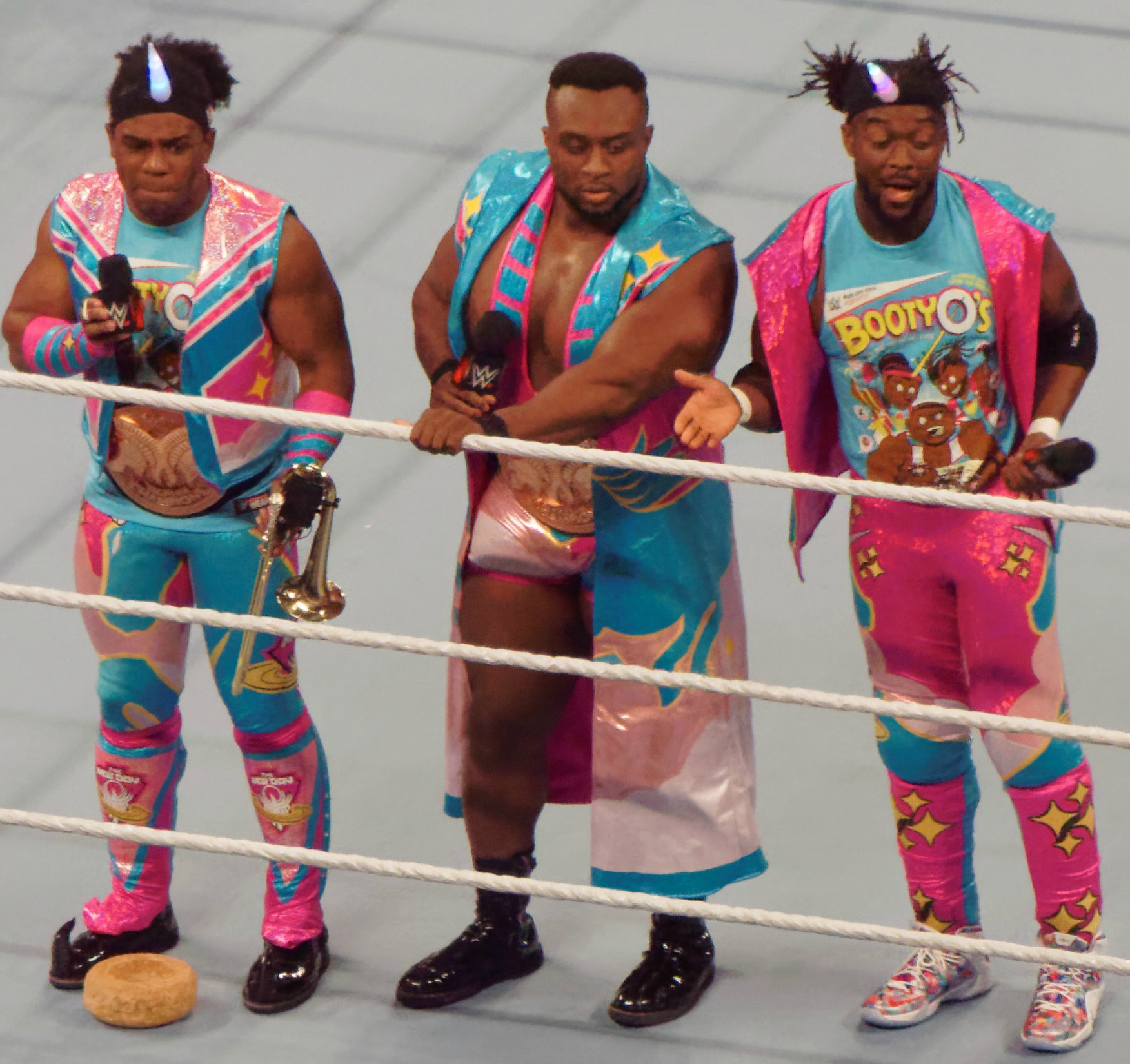
The New Day poseen el récord de mayor número de reinados al ser 7 veces campeones.

A la fecha del 16 de agosto de 2025.
| + | Indica a los campeones actuales. |

| N.º | Equipo                                                   | Reinados | Días combinados | Reconocidos por WWE |
| --- | -------------------------------------------------------- | -------- | --------------- | ------------------- |
| 1   | The Usos (Jey Uso & Jimmy Uso)                           | 5        | 1002            | 1001                |
| 2   | The New Day (Big E, Xavier Woods & Kofi Kingston)        | 7        | 377             | 371                 |
| 3   | The Judgment Day (Damian Priest & Finn Bálor)            | 2        | 208             | 207                 |
| 4   | The Street Profits (Angelo Dawkins & Montez Ford)        | 2        | 207             | 207                 |
| 5   | Kevin Owens & Sami Zayn                                  | 1        | 154             | 153                 |
| 6   | The Bludgeon Brothers (Harper & Rowan)                   | 1        | 135             | 135                 |
| 7   | The Dirty Dawgs (Dolph Ziggler & Robert Roode)           | 1        | 128             | 127                 |
| 8   | #DIY (Johnny Gargano & Tommaso Ciampa)                   | 2        | 126             | 126                 |
| 9   | The Bar (Cesaro & Sheamus)                               | 1        | 103             | 102                 |
| 10  | A-Town Down Under (Austin Theory & Grayson Waller)       | 1        | 90              | 90                  |
| 11  | American Alpha (Chad Gable & Jason Jordan)               | 1        | 84              | 83                  |
| 11  | Heath Slater & Rhyno                                     | 1        | 84              | 83                  |
| 11  | The Bloodline (Tama Tonga, Jacob Fatu & Tonga Loa)       | 1        | 84              | 84                  |
| 14  | Cesaro & Shinsuke Nakamura                               | 1        | 82              | 82                  |
| 15  | Daniel Bryan & Rowan                                     | 1        | 68              | 68                  |
| 16  | The Mysterios (Rey Mysterio & Dominik Mysterio)          | 1        | 63              | 62                  |
| 17  | The Revival (Dash Wilder & Scott Dawson)                 | 1        | 54              | 54                  |
| 18  | John Morrison & The Miz                                  | 1        | 50              | 50                  |
| 19  | The Motor City Machine Guns (Alex Shelley & Chris Sabin) | 1        | 42              | 42                  |
| 20  | The Wyatt Sicks (Dexter Lumis & Joe Gacy)                | 1        | 36+             | 36+                 |
| 21  | The Wyatt Family (Randy Orton, Bray Wyatt & Luke Harper) | 1        | 23              | 23                  |
| 22  | The Miz & Shane McMahon                                  | 1        | 21              | 21                  |
| 22  | The Hardy Boyz (Matt Hardy & Jeff Hardy)                 | 1        | 21              | 20                  |
| 24  | Cody Rhodes & Jey Uso                                    | 1        | 9               | 9                   |

#### Por luchador

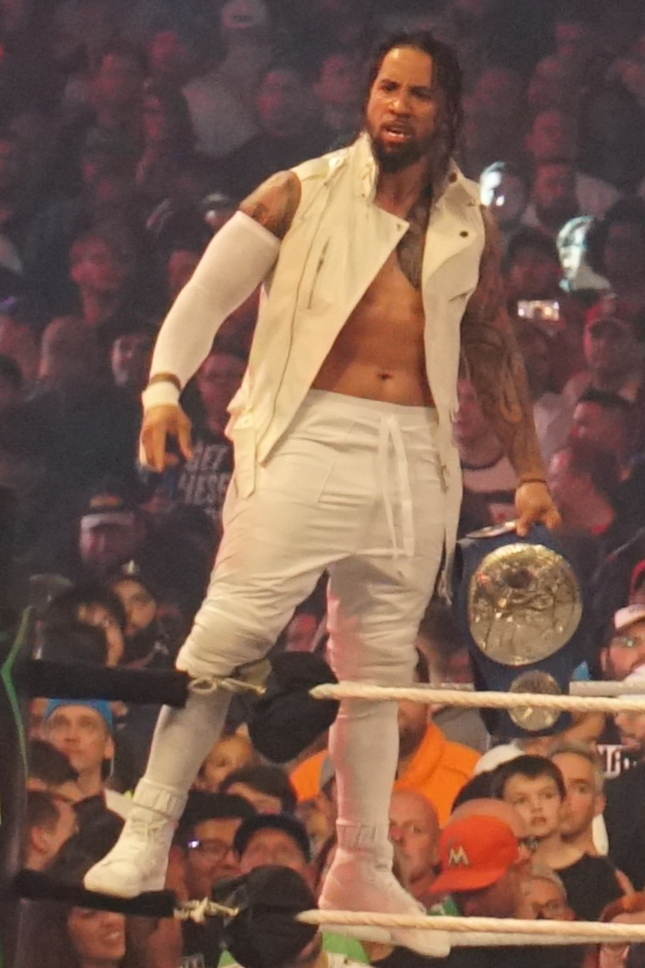
El 6 veces campeón en parejas Jey Uso, empatado en récords, es el luchador con el reinado combinado más largo, con 1011 días.

A la fecha del 16 de agosto de 2025.
| + | Indica a los campeones actuales. |

| N.º | Luchador          | Reinados | Días combinados | Reconocidos por WWE |
| --- | ----------------- | -------- | --------------- | ------------------- |
| 1   | Jey Uso           | 6        | 1011            | 1010                |
| 2   | Jimmy Uso         | 5        | 1002            | 1001                |
| 3   | Kofi Kingston     | 7        | 380             | 373                 |
| 3   | Xavier Woods      | 7        | 380             | 373                 |
| 5   | Big E             | 6        | 377             | 371                 |
| 6   | Finn Bálor        | 2        | 208             | 207                 |
| 6   | Damian Priest     | 2        | 208             | 207                 |
| 8   | Angelo Dawkins    | 2        | 207             | 207                 |
| 8   | Montez Ford       | 2        | 207             | 207                 |
| 10  | Rowan             | 2        | 203             | 203                 |
| 11  | Cesaro            | 2        | 185             | 184                 |
| 12  | Harper            | 2        | 158             | 158                 |
| 13  | Kevin Owens       | 1        | 154             | 153                 |
| 13  | Sami Zayn         | 1        | 154             | 153                 |
| 15  | Dolph Ziggler     | 1        | 128             | 127                 |
| 15  | Robert Roode      | 1        | 128             | 127                 |
| 17  | Johnny Gargano    | 2        | 126             | 126                 |
| 17  | Tommaso Ciampa    | 2        | 126             | 126                 |
| 19  | Sheamus           | 1        | 103             | 102                 |
| 20  | Austin Theory     | 1        | 90              | 90                  |
| 20  | Grayson Waller    | 1        | 90              | 90                  |
| 22  | Tama Tonga        | 1        | 84              | 84                  |
| 22  | Heath Slater      | 1        | 84              | 83                  |
| 22  | Rhyno             | 1        | 84              | 83                  |
| 22  | Chad Gable        | 1        | 84              | 83                  |
| 22  | Jason Jordan      | 1        | 84              | 83                  |
| 27  | Shinsuke Nakamura | 1        | 82              | 82                  |
| 28  | The Miz           | 2        | 71              | 71                  |
| 29  | Daniel Bryan      | 1        | 68              | 68                  |
| 30  | Tonga Loa         | 1        | 63              | 63                  |
| 30  | Rey Mysterio      | 1        | 63              | 62                  |
| 30  | Dominik Mysterio  | 1        | 63              | 62                  |
| 33  | Dash Wilder       | 1        | 54              | 54                  |
| 33  | Scott Dawson      | 1        | 54              | 54                  |
| 35  | John Morrison     | 1        | 50              | 50                  |
| 36  | Alex Shelley      | 1        | 42              | 42                  |
| 36  | Chris Sabin       | 1        | 42              | 42                  |
| 38  | Dexter Lumis      | 1        | 36+             | 36+                 |
| 38  | Joe Gacy          | 1        | 36+             | 36+                 |
| 40  | Randy Orton       | 1        | 23              | 23                  |
| 40  | Bray Wyatt        | 1        | 23              | 23                  |
| 42  | Jacob Fatu        | 1        | 21              | 21                  |
| 42  | Shane McMahon     | 1        | 21              | 21                  |
| 42  | Matt Hardy        | 1        | 21              | 20                  |
| 42  | Jeff Hardy        | 1        | 21              | 20                  |
| 46  | Cody Rhodes       | 1        | 9               | 9                   |

### Mayor cantidad de reinados

#### Por equipos
| Reinados | Equipo                                     |
| -------- | ------------------------------------------ |
| 7 veces  | The New Day                                |
| 5 veces  | The Usos                                   |
| 2 veces  | The Judgment Day, #DIY, The Street Profits |

#### Por luchador
| Reinados | Luchador (es) |
| -------- | --- |
| 7 veces  | Kofi Kingston, Xavier Woods |
| 6 veces  | Big E, Jey Uso |
| 5 veces  | Jimmy Uso |
| 2 veces  | Luke Harper/Harper, Rowan, The Miz, Cesaro, Damian Priest, Finn Bálor, Johnny Gargano, Tommaso Ciampa, Angelo Dawkins, Montez Ford |